# پیتر مک‌نیل
پیتر مَک‌نیل (به انگلیسی: Peter MacNeill) بازیگر و صداپیشه کانادایی است.
از کارهای معروف او می‌توان به بازی در سریال عامل ناشناخته و فیلم‌های سایه‌های ناآشنا در اتاقی خالی، پارک سگ، جادوگر خوب، سیمون بریچ، مرداب، یاغی‌ها، کلتیس توت کیست؟ و هدیه جادوگر خوب اشاره کرد.